# Øster Løgum (parochie)
Øster Løgum is een parochie van de Deense Volkskerk in de Deense gemeente Aabenraa. De parochie maakt deel uit van het bisdom Haderslev en telt 1824 kerkleden op een bevolking van 1036 (2004). 
Tot 1970 was de parochie deel van Sønder-Rangstrup Herred. In dat jaar werd de parochie opgenomen in de nieuwe gemeente Rødekro. Deze ging in 2007 op in de vergrote gemeente Aabenraa.
Aabenraa · Aale · Adsbøl Kirkedistrikt · Aller · Almind · As · Asserballe · Åstrup · Augustenborg · Barrit · Bevtoft · Bjerning · Bjerre · Bjolderup · Bov · Brændkjær · Bramdrup · Bredballe · Bredsten · Bredstrup · Broager · Christians · Christians · Dalby · Daugård · Dybbøl · Egen · Egernsund · Egtved · Egvad · Eltang · Engum · Ensted · Erritsø · Felsted · Fjelstrup · Frørup · Gammel Haderslev · Gårslev · Gauerslund · Genner Kirkedistrikt · Glud · Grarup · Gråsten-Adsbøl · Grejs · Haderslev Vor Frue Domsogn · Halk · Hammelev · Hammer · Hannerup · Harte · Havnbjerg · Hedensted · Hejls · Hellevad · Herslev · Hjarnø · Hjarup · Hjerndrup · Hjordkær · Højen · Højrup · Holbøl · Hoptrup · Hornborg · Hornstrup · Hornum · Hørup · Hover · Hvejsel · Hvirring · Ildved Kirkedistrikt · Jegerup · Jelling · Jels · Jerlev · Jordrup · Juelsminde · Kegnæs · Ketting · Klakring · Klejs Kirkedistrikt · Kliplev · Kollerup · Korning · Kristkirkens · Kværs · Langskov · Lejrskov · Linnerup · Løjt · Løsning · Lyng · Mølholm · Moltrup · Nordborg · Nørre Bjert · Nørremarks · Notmark · Nybøl · Oksbøl · Ølsted · Ørum · Øsby · Øster Løgum · Øster Snede · Pjedsted · Rinkenæs · Rise · Sankt Johannes · Sankt Marie · Sankt Michaelis · Sankt Nicolai · Sankt Nikolaj · Seest · Simon Peters · Sindbjerg · Skibet · Sønder Bjert · Sønder Starup · Sønder Stenderup · Sønder Vilstrup · Sottrup · Store Dalby · Svenstrup · Tandslet · Taulov · Tørring · Trinitatis · Uge · Ulkebøl · Ullerup · Urlev · Varnæs · Vejlby · Vilstrup · Vinding · Viuf · Vonsbæk · Vonsild · Vor Frelsers